# Stazione di Lanusei
Stazione di Lanusei vasútállomás Olaszországban, Szardínia régióban, Lanusei településen.

## Vasútvonalak
Az állomást az alábbi vasútvonalak érintik:
- Mandas–Arbatax-vasútvonal

## Kapcsolódó állomások
A vasútállomáshoz az alábbi állomások vannak a legközelebb: 
- Arzana railway station
- Corosa railway station